# 张幼怡
张幼怡（1956年1月—），女，中国病理生理学家，北京大学第三医院血管医学研究所研究员，博士生导师。现任中国病理生理学会理事长。